# Przerwany
Przerwany – singel polskiego zespołu muzycznego Tulia i polskiej piosenkarki Haliny Mlynkovej. Singel został wydany 17 maja 2023.
Kompozycja zdobyła nagrodę publiczności im. Karola Musioła w konkursie „Premier” podczas 60. Krajowego Festiwalu Piosenki Polskiej w Opolu.

## Geneza utworu i historia wydania
Utwór napisali i skomponowali Sonia Krasny i Nadia Dalin, natomiast jego produkcją zajął się Marcin Kindla.
Singel ukazał się w formacie digital download 17 maja 2023 w Polsce za pośrednictwem wytwórni płytowej Kindla Music Group w dystrybucji Warner Music Poland.
10 czerwca 2023 za wykonanie piosenki zdobyli nagrodę publiczności im. Karola Musioła w konkursie „Premier” podczas 60. Krajowego Festiwalu Piosenki Polskiej w Opolu.
Piosenka znalazła się w grupie dwudziestu jeden polskich propozycji, spośród których polski oddział stowarzyszenia OGAE wyłaniał reprezentanta kraju na potrzeby plebiscytu OGAE Song Contest 2023.

## Teledysk
Do utworu powstał teledysk w reżyserii Pascala Pawliszewskiego, który udostępniono w dniu premiery singla za pośrednictwem serwisu YouTube.

## Lista utworów
- Digital download[2]

1. „Przerwany” – 2:44

## Wyróżnienia
| Rok  | Konkurs          | Kategoria                                          | Rezultat |
| ---- | ---------------- | -------------------------------------------------- | -------- |
| 2023 | 60. KFPP w Opolu | Premiery (nagroda publiczności im. Karola Musioła) | Wygrana  |